# Miyana (Ciudad de México)
Miyana es un desarrollo residencial y comercial de uso mixto de Gigante Grupo Inmobiliario en el distrito de Nuevo Polanco de la Ciudad de México abierto en 2017. Tiene una superficie de unos 43 501 m2 (el lote) y de unos 520 000 m2 de superficie rentable siendo así uno de los proyectos de uso mixto más grandes en la zona mertopolitana. Se invertieron unos 7 mil millones de pesos (400 millones de USD aproximadamente).
Está diseñado por diferentes áreas de oficinas, residenciales, y un centro comercial del mismo nombre.
El complejo residencial consiste de 3 torres que cuentan con más de 800 departamentos.
El centro comercial denominado Miyana cuenta con principales tiendas ancla como Cinépolis VIP, Office Depot, Petco, supermercado Soriana Híper, The Home Store, restaurante Tok's y un patio de comidas, "Food Central" con 15 vendedores de diferentes marcas comerciales.

## Historia y antecedentes
Miyana fue construida donde anteriormente fue la segunda sucursal de la entonces cadena naciente de supermercados llamada Gigante, en ser inauguradas en la Ciudad de México en el año 1965 la cual se llamó Gigante Ejército Nacional, después de la primera sucursal de Gigante llamada Gigante Mixcoac en 1962, sede oficial del Grupo Gigante.
Durante 1971 se inaugura la primera sucursal de Tok's Restaurantes sobre la esquina de Prolongación Moliere y Avenida Ejército Nacional; posteriormente a eso, fue hasta el año 1992 cuando se añaden las tiendas co-inversionistas de Grupo Gigante denominadas RadioShack y Office Depot luego de su llegada al mercado mexicano en el mismo año.
En la actualidad, sigue siendo el domicilio fiscal y la sede oficial del Grupo Gigante; aunque Office Depot y Radio Shack cuentan igualmente con un inmueble propio en la misma Ciudad de México.